# Preta Fernanda
Andrêsa do Nascimento (1859 – 1927), mais conhecida como Preta Fernanda ou Fernanda do Vale, foi uma cortesã e celebrada figura da sociedade lisboeta do fin de siècle. Foi, provavelmente, a cidadã negra mais conhecida da cidade naquele período.

## Biografia
Filha de pais pobres, Andrêsa do Nascimento nasceu numa pequena aldeia perto de Ribeira da Barca na ilha de Santiago em Cabo Verde, provavelmente em 1859.
Com cerca de 19 anos, partiu do arquipélago na companhia do Capitão Jerónimo Martins, que lhe prometeu casamento, levando-a embarcada, mas abandonou-a assim que chegaram a Dakar. Posteriormente, casou-se com um cervejeiro alemão, Frederick "Fritz" Kemps, que a levou para Lisboa e com quem teve gémeos. De acordo com algumas fontes, o seu marido morreu; outros dizem que ele costumava ficar bêbado e a abandonou.

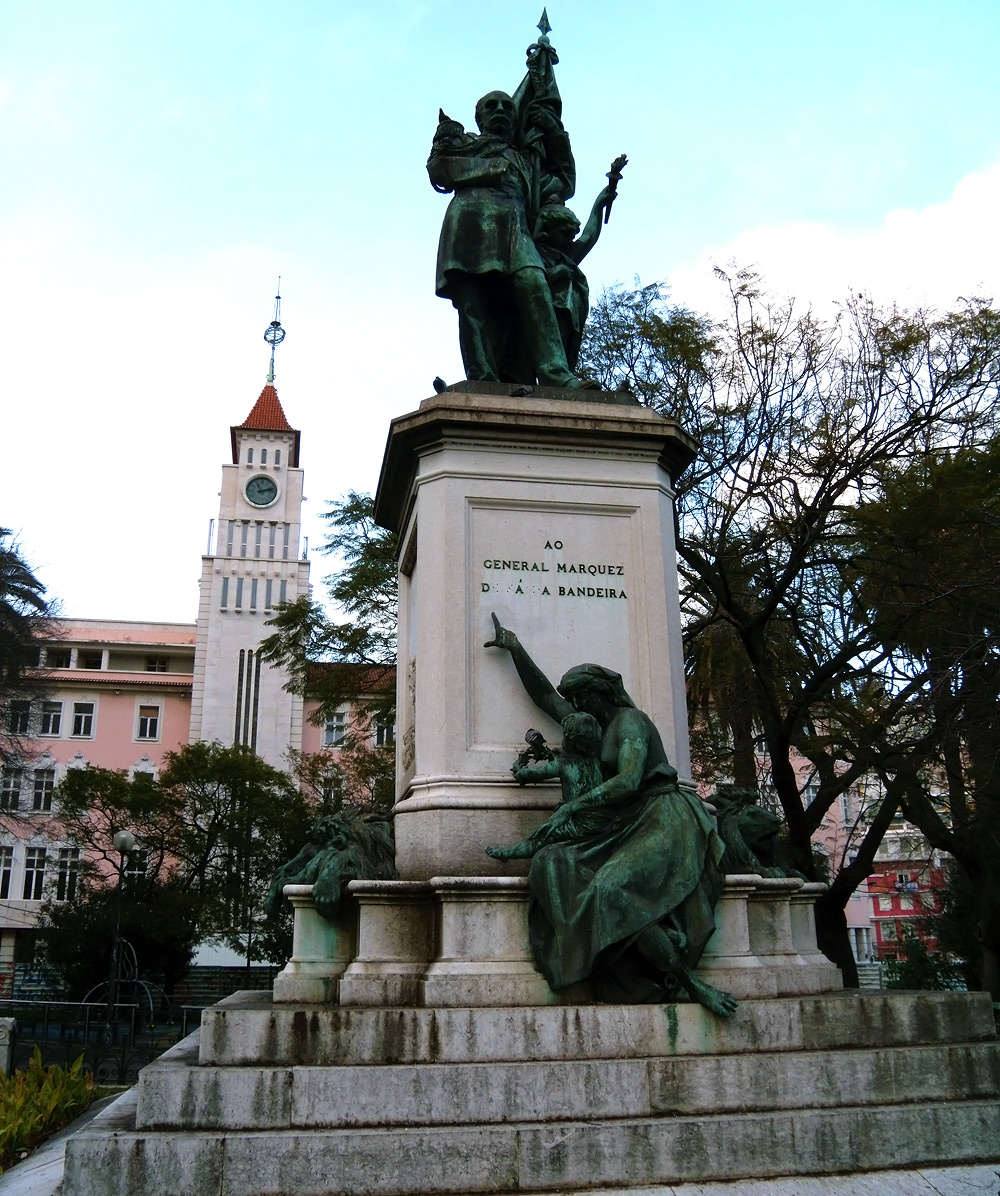
Estátua do Marquês Sá da Bandeira, com a figura inspirada por Andrêsa do Nascimento, na Praça D. Luís em Lisboa

Para se sustentar a si e aos seus filhos, Nascimento trabalhou brevemente como modelo para o escultor italiano Giovanni Ciniselli. Foi imortalizada na Praça Dom Luís, em Lisboa, como figura de apoio à escultura do Marquês de Sá da Bandeira, célebre pelo seu empenho abolicionista. Nascimento posou para a representação de Ciniselli de uma mulher africana escravizada, correntes quebradas nos tornozelos e uma criança no colo. A mulher encara o seu filho enquanto aponta para a figura do Marquês acima deles, como se exaltasse o nobre. A escultura foi financiada por assinatura pública e foi inaugurada pelo Rei D. Luís I em 1884.
Ela encontrou um trabalho mais estável em 1889 como empregada doméstica de uma mulher da alta sociedade, membro da influente família Cavalcanti, permaneceu nesta posição por quase duas décadas.
Decorridos dezoito anos, deixou o serviço da senhora e, com as suas poupanças e os contactos da alta sociedade, abriu um bordel no Bairro Alto, que rapidamente se estabeleceu como ponto de encontro noturno de escritores, políticos e boémios da capital portuguesa. Nascimento tornou-se uma das cortesãs mais famosas de Lisboa; ela teve muitos amantes, de marinheiros e soldados a escritores influentes e estudiosos do direito, e era uma figura regular nas casas noturnas mais badaladas. Glamourosa e sem medo de escândalo, diz-se que Nascimento uma vez toureou a cavalo em Algés, e que terá acompanhado o escritor José Maria de Eça de Queirós no seu camarote no Teatro da Trindade. Ela também foi, supostamente, a única mulher que permaneceu na sala quando o futurista Almada Negreiros apresentou o Ultimatum Futurista em abril de 1917.

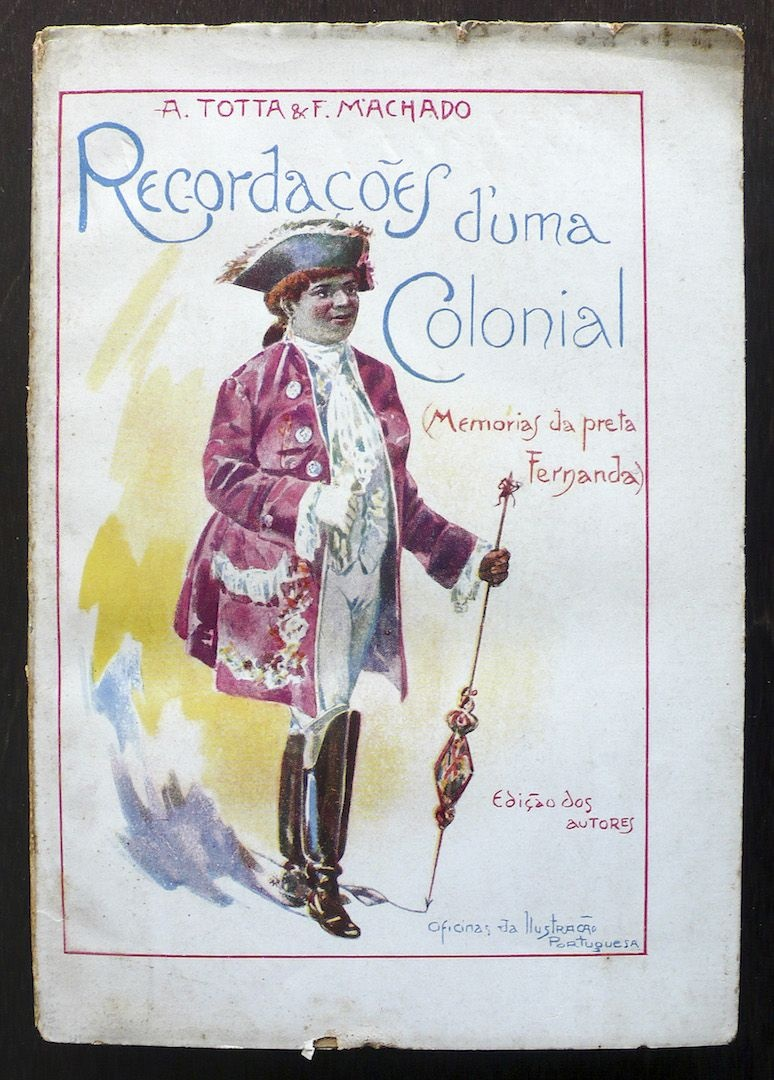
Capa do livro Recordações d'uma Colonial (Memórias da preta Fernanda)

Em 1912, Nascimento publicou uma autobiografia, Recordações d'Uma Colonial, escrita com a ajuda de dois amigos. O livro de memórias conta a história da sua vida em Cabo Verde e em Portugal, mas os autores às vezes abriram mão da exatidão em favor de uma história mais emocionante. Ela registou diligentemente todos os homens com quem partilhou a sua cama (mas não os seus nomes verdadeiros), e no capítulo final ofereceu comentários sinceros sobre o desempenho sexual de cada um. Um leitor moderno observa que, no contexto atual, a linguagem do livro é racista e reflete os estereótipos daquela época.
Pouco se sabe sobre a sua vida depois de 1912. Nascimento morreu em Lisboa em 20 de agosto de 1927.